# Portugalia na Letnich Igrzyskach Olimpijskich 2000
Portugalię na Letnich Igrzyskach Olimpijskich 2000 reprezentowało 62 zawodników.

## Zdobyte medale
| Medal | Zawodnik         | Dyscyplina    | Konkurencja             |
| ----- | ---------------- | ------------- | ----------------------- |
| Brąz  | Fernanda Ribeiro | Lekkoatletyka | bieg na 10000 m         |
| Brąz  | Nuno Delgado     | Judo          | Waga półśrednia (81 kg) |